# Captain Blue (Captain Scarlet)
Captain Blue is een personage uit Gerry Andersons supermarionation-sciencefictionserie Captain Scarlet and the Mysterons en de digitaal geanimeerde remake New Captain Scarlet.
Blue is een codenaam. Zijn echte naam is Adam Svenson. Zijn stem werd in de originele serie gedaan door Ed Bishop, en in de nieuwe serie door Robbie Stevans.

## Captain Scarlet and the Mysterons
Blue is een Amerikaan. Hij is geboren op 26 augustus 2035 in Boston, Massachusetts, USA. Hij is zeer toegewijd aan Spectrums taak om de Aarde te verdedigen tegen de Mysterons, en is daarom als hij geen missie heeft vrijwel altijd te vinden aan boord van de Cloudbase.
Blue is een ervaren piloot en kan met vrijwel elk Spectrumvoertuig overweg. Hij is dapper, intelligent, geduldig en een geboren leider. Hij respecteert de bevelen van Colonel White.
Blue is Captain Scarlets partner bij vrijwel elke missie. Hoewel hij wel weet dat Scarlet onverwoestbaar is, maakt hij zich toch altijd zorgen om diens veiligheid. Bijvoorbeeld: in de aflevering Winged Assassin probeerde Blue Scarlet ervan te weerhouden de wielen van een door de Mysterons gekaapt vliegtuig te rammen met een SPV, aangezien een normaal mens zoiets niet zou overleven.
Blue is vervangend commandant over de Cloudbase als Colonel White afwezig is (zoals in de aflevering White as Snow). Ook verving hij in de aflevering in Avalanche Lieutenant Green als de communicatieofficier van de basis.
Blue wil nog weleens bevelen negeren uit eigen nieuwsgierigheid. Zo weigerde hij in de aflevering Renegade Rocket een raketbasis die doelwit was van een onbestuurbare nucleaire raket te verlaten en bleef bij Scarlet om wanhopig de zelfvernietigingscode van de raket te vinden. In de aflevering Special Assignment had hij niet door dat Scarlets schorsing onderdeel was van een undercover missie, en verliet zonder toestemming de Cloudbase om met Scarlet te praten.
Blue is een actieve sportman. Hij houdt ervan Australië te bezoeken om te surfen, waterskiën en diepzee vissen.
In sommige afleveringen wordt gesuggereerd dathij een relatie heeft met Symphony Angel. In de aflevering Manhunt is Blue zelfs bereid een atoomcentrum binnen te gaan om haar te redden nadat Captain Black haar gevangen heeft genomen.

## New Captain Scarlet
In de nieuwe serie uit 2005 is Blue nog altijd een moedige Spectrumofficier en loyale teamgenoot. Hij is in deze serie wel steviger gebouwd en praat met een sterker accent.
In deze serie is Blue geboren in Fort Hood, Texas. Hij geeft er de voorkeur aan om situaties snel te confronteren en is meer bereid om geweld te gebruiken tegen de Mysterons dan zijn versie uit de originele serie. Hij lijkt ook een relatie te hebben met Lieutenant Green, die in de nieuwe serie en vrouw is.